# Phragmoxenidiaceae
Phragmoxenidiaceae är en familj av svampar. Phragmoxenidiaceae ingår i ordningen gelésvampar, klassen Tremellomycetes, divisionen basidiesvampar och riket svampar.
|                    | Sirobasidiaceae                                                 |
|                    |                                                                 |
|                    | Rhynchogastremataceae                                           |
|                    |                                                                 |
| Phragmoxenidiaceae | \| \| Phyllogloea \| \| \| \| \| \| Phragmoxenidium \| \| \| \| |
|                    | \| \| Phyllogloea \| \| \| \| \| \| Phragmoxenidium \| \| \| \| |
|                    | Hyaloriaceae                                                    |
|                    |                                                                 |
|                    | Cuniculitremaceae                                               |
|                    |                                                                 |
|                    | Carcinomycetaceae                                               |
|                    |                                                                 |
|                    | Tetragoniomycetaceae                                            |
|                    |                                                                 |
|                    | Tremellaceae                                                    |
|                    |                                                                 |
|                    | Trichosporonaceae                                               |
|                    |                                                                 |
|                    | Kwoniella                                                       |
|                    |                                                                 |
|                    | Sigmogloea                                                      |
|                    |                                                                 |
|                    | Xenolachne                                                      |
|                    |                                                                 |
|                    | Tremellina                                                      |
|                    |                                                                 |
|                    | Phyllogloea                                                     |
|                    |                                                                 |
|                    | Phragmoxenidium                                                 |
|                    |                                                                 |

|  | Phyllogloea     |
|  |                 |
|  | Phragmoxenidium |
|  |                 |